# Fridrich Ostrožský
Fridrich Ostrožský (? – asi 1439), nesprávně Fedor Ostrožský, polsky Fryderyk Ostrogski, ukrajinsky Федір Острозький, byl šlechtic z volyňského knížecího rodu Ostrožských, (původem z Ostrohu, dnes na Ukrajině) husitský hejtman a kondotiér. V historiografii bývá někdy mylně zaměňován s Fedorem Danylovičem Ostrožským. Fridrich užíval titul knížete ruského („dux Russie“), přičemž Rusí je myšlena Volyň.

## Život
Fridrich Ostrožský přišel do Čech po roce 1424, patrně společně se litevským Zikmundem Korybutovičem. V uvedeném roce je doložen jako husitský hejtman v Českém Brodě, mohl být dočasně i hejtmanem v Čáslavi. Od roku 1426 patřil (společně s Bedřichem ze Strážnice) mezi hejtmany v Břeclavi. Roku 1428 se Fridrich přiklonil na stranu krále Zikmunda, který mu udělil panství Veselí nad Moravou. Patrně v téže době získal od Stibora II. ze Stibořic Uherský Ostroh a Bzenec. Roku 1429 zaútočil na Uherský Brod, byl však odražen Janem Tovačovským z Cimburka. Roku 1430 se Fridrich účastnil bojů proti husitům u Trnavy. Posléze se možná vrátil do Litvy, kde se mohl vojensky zapojit do podpory knížete Švidrigaila. Roku 1434 opět navázal styky s husity a stal se hejtmanem husitské posádky v Žilině. Téhož roku se neúspěšně pokusil obsadit Spiš a Liptov. Poté se vrátil do Uherského Ostrohu, své majetky na Moravě ovšem patrně po smrti krále Zikmunda prodal. Roku 1438 odešel do Polska, kde podpořil kandidaturu Kazimíra Jagellonského na český trůn. Poslední zmínka o Fridrichovi pochází z roku 1439, kdy společně s Vilémem Puklicem z Pozořic operoval na moravsko-uherských hranicích.

## Genealogické vazby
Přestože Fridrich nepochybně náležel do knížecího rodu Ostrožských (užíval kromě jejich jména a titulu stejný erb), jeho vazby na ostatní členy této rodiny nejsou jasné. Synem Fridricha Ostrožského mohl být Václav Ostrožský z Rusi, zmiňovaný roku 1460 mezi hejtmany působícími v Rakousku.  